# Слобода (Осташковский район)
Слобода — деревня в Осташковском городском округе Тверской области.

## География
Находится в западной части Тверской области на расстоянии приблизительно 4 км на северо-запад по прямой от города Осташков на западном берегу озера Селигер, также выходя на берег озера Серменок.

## История
Деревня была показана ещё на карте 1825 года. В 1859 году здесь (деревня Осташковского уезда) был учтен 51 двор, в 1941 — 80. До 2017 года входила в Ботовское сельское поселение Осташковского района до их упразднения.

## Население
Численность населения: 296 человек (1859 год), 19 (русские 100 %) 2002 году, 17 в 2010.